# Ztracený v povětří
Ztracený v povětří je první dětskou knihou autora Stanislava Berana, určená dětem od deseti let. Kniha byla vydána roku 2023 nakladatelstvím Host. Je řazena do kategorie beletrie pro mládež a doplněna ilustracemi Jána Kurince. V roce 2024 byla nominována na cenu Zlatá stuha. Kniha vypráví o tom, jak se chlapec jménem Mikuláš přenese do ruského Irkutsku roku 1919.

## Děj
Chlapec Mikuláš se těší na letní prázdniny. Dobu, kdy nebude muset brzy vstávat, ani cvičit na kytaru. Rodiče ho však odvezou k babičce a dědečkovi, kde se cítí osaměle. Do místní party dětí nezapadl a aktivity nabízené prarodiči ho nebaví, tak sleduje podivného souseda Čurdu, kterého nikdo z vesnice nemá rád. Díky sousedovi se mu podaří objevit opuštěné kasárny, z nichž se najednou ocitnou v Irkutsku, v roce 1919. Z kasáren je možné cestovat v čase, aniž by v našem světě plynul čas. Mikuláš s Čurdou začnou stavět letadlo, které dostaví v budoucnosti sám soused Čudra. Aby Mikuláše neochudil o vzlet letadla, vezme ho s sebou o pár měsíců v čase vpřed. Díky Mikulášovi se dědeček usmíří se sousedem a Mikuláš se ke konci prázdnin spřátelí s Rendou, chlapcem z vesnice. Mikuláš zjistí, že sám cestovat časem neumí, protože je to dopřáno jen tomu, který není šťastný a potřebuje najít štěstí jinde.

## Přijetí díla
V roce 2024 se kniha dočkala nominace na Zlatou stuhu, kde se dostala mezi finalisty v kategorii beletrie pro mládež.
Kamila Drahoňovská ve své recenzi podotýká na momenty z historie prolínající se s příběhem o mezilidském soužití, samotě a síle lidských snů. Zmiňuje cílenou volbu jmen souseda Čudry a Mikulášova dědečka, pana Svobody. Drahoňovská v recenzi poukazuje na rychlý závěr a myšlenku, zda je pro mladého čtenáře uspokojující. Taktéž zmiňuje, že Beran pracuje s výdobytky moderního světa, ovšem propůjčuje je pouze Mikulášovi, ne nejstarším postavám. Poslední zmínka Drahoňové patří ilustracím – dokreslují konkrétní situace z příběhu, jsou nápadité a zachycují vhodné detaily.
Daniel Mukner bez úmyslu knihu negativně kritizovat konstatuje, že se Beranovi nepodaří dotáhnout a využít všechny důležité dějové linie. Dle Muknera otevřený závěr není na škodu a čtenáři poskytuje možnost dalšího promyšlení příběhu. Dále poukazuje na zručné zacházení Berana s totalitní minulostí. Dle Muknera dětskému čtenáři vysvětluje skutečnosti jen okrajově, bez nutnosti zabrušovat do lekce historie. Muknerovi se barevná obálka knihy nezdá příliš vkusná, avšak poukazuje na skvěle se hodící černobílé ilustrace ke knize.